# Pittosporum perryanum
Pittosporum perryanum är en tvåhjärtbladig växtart som beskrevs av Gowda. Pittosporum perryanum ingår i släktet Pittosporum och familjen Pittosporaceae. Utöver nominatformen finns också underarten P. p. linearifolium.